# Гутковский, Ян Марцелий
Ян Марце́лий Гутко́вский (пол. Jan Marceli Gutkowski OP, 26 мая 1776 года — 2 октября 1863 года, Львов) — католический прелат, епископ Янува-Подляского с 3 июля 1826 года по 1856 год, член монашеского ордена доминиканцев, капеллан наполеоновских войск и с 1819 года — главный капеллан Царства Польского, сенатор Царства Польского.

## Биография
В 1798 году года Ян Марцелий Гутковский был рукоположен в диакона и на следующий год в 1799 году был рукоположен в священника.
3 июля 1826 года Римский папа Лев XII назначил Яна Марцелия Гутковского епископом Янува-Подляского. 1 октября 1826 года состоялось рукоположение Яна Марцелия Гутковского в епископа, которое совершил варшавский архиепископ Войцех Скажевский.
С 1827 года был сенатором Царства Польского. После восстания Сейма, которое произошло 20 июля 1831 года, был исключён из списка сенаторов.
В апреле 1840 года был арестован российскими властями за поддержку польских повстанцев. С 1842 года проживал во Львове. В 1856 году подал в отставку. 18 сентября 1856 года Римский папа Пий IX назначил его титулярным епископом Марцианополиса.
Скончался 2 октября 1863 года во Львове и был похоронен на Лычаковском кладбище.